# 사울 아이젠버그
사울 아이젠버그(Shaul Eisenberg, 1921년 9월 – 1997년 3월 27일)는 유대인 출신 사업가이다.

## 생애
1960년대 대한민국의 차관 도입 등에 중개상으로 활동하였다.
베트남에 억류되었던 이대용 공사의 석방에도 관여하였다.

## 참고 자료
- ‘공식’ 경제의 이면 ―한국과 세계의 접속자, 아이젠버그
- 한국과 인연 맺은 첫 유대인, 60년대 외자 도입의 막후